# La cúpula (novela)
La cúpula (en inglés: Under the Dome) es una novela de ciencia ficción escrita por Stephen King y publicada en 2009. Es una adaptación de una novela que King intentó escribir en dos ocasiones en los años 70 bajo los títulos Under the Dome y The Cannibals. Como él mismo declaró en su website, aquellos dos trabajos sin terminar "fueron varios intentos de utilizar la misma idea, la cual concierne a cómo es el comportamiento de la gente cuando son separados de la sociedad a la que siempre han pertenecido. También, mi relato de The Cannibals es así, al igual que La tienda de los deseos malignos, que fue una especie de comedia social. La nueva La cúpula fue escrita desde cero". Del material original escrito, solo el primer capítulo está incluido en la novela.

## Argumento
Un 21 de octubre, la pequeña localidad de Chester's Mills (Maine) es aislada de improviso del mundo exterior por una barrera invisible y semipermeable de origen desconocido. La repentina aparición provoca una gran cantidad de muertos y heridos, y atrapa al excapitán de la Armada, Dale Barbara, el cual pretendía abandonar la localidad.
A medida que pasa el tiempo, el número de muertos va en aumento, incluyendo el jefe de policía Howard "Duke" Perkins, quien fallece después de que su marcapasos estallara tras acercarse a la barrera. Este suceso supone la eliminación del último opositor significativo de James "Big Jim" Rennie, vendedor de coches usados y segundo concejal del ayuntamiento, el cual hace uso de sus influencias dentro del pueblo y aprovecha la oportunidad de utilizar la barrera para apoderarse de la alcaldía.
Big Jim, en un alarde de nepotismo, contrata a Peter Randolph como nuevo jefe de policía. Al igual que Rennie, este empieza a contratar para el cuerpo de policía de Chester's Mills a varios candidatos cuestionables, entre los que se encuentran Junior Rennie y los amigos de este. Junior padece migrañas, producidas por un tumor cerebral todavía sin diagnosticar, dicha enfermedad afecta a su estado mental; sin saberlo todavía Big Jim, este ha sido capaz de matar a dos chicas a la que más tarde se une una tercera al mismo tiempo que Rennie le ofrece el puesto como policía.
En otra parte, Julia Shumway, periodista local recibe la llamada del Coronel James O. Cox, el cual le pide que le diga a "Barbie" (Barbara) que se ponga en contacto con él. Cuando lo hace, Cox le comenta que Barbie ha sido elegido por el Gobierno para hacerse cargo de lo que llaman la "cúpula". Barbara cuenta con experiencia como encargado de desactivar explosivos y Cox le da la orden de encontrar el origen, el cual cree que está dentro de la cúpula. 
Al igual que Big Jim trata de extender el pánico entre el pueblo, Barbie, Julia y otros vecinos tratan de calmar los ánimos antes de que las cosas se descontrolen. Después de ser una continua molestia para las pretensiones del concejal, a Barbara le es tendida una trampa y es arrestado por los asesinatos cometidos por Junior, al mismo tiempo que es acusado de asesinar al reverendo Lester Coggins, involucrado en blanqueo de dinero a gran escala para Rennie y sus producciones de metanfetaminas, y a Brenda Perkins, viuda del antiguo jefe de policía, estos dos, asesinados por Big Jim. Mientras permanece en la cárcel, varios vecinos siguen el origen de la cúpula hasta una granja abandonada, allí encuentran un artilugio que parece ser de origen extraterrestre. Por otro lado, las restricciones aprobadas por Rennie son cada vez más severas y la policía abusa cada vez más de su poder. Estos actos llevan a algunos residentes a liberar a Barbie, finalmente consiguen su propósito antes de que Junior asesine al recluso, en cambio, uno de los amigos de Barbie mata al hijo del concejal.
La semiorganizada resistencia se dirige a la granja abandonada, donde múltiples personas, al tocar el extraño objeto de ahí empiezan a experimentar visiones. No sólo llegan a la conclusión de que ese objeto pudo haber llegado a la Tierra a través de unos extraterrestres con cara de cuero (debido a su apariencia física), pero sobre todo, las visiones son más fuertes en la gente joven, quienes ven la cúpula como una forma cruel de entretenimiento, al igual que una granja de hormigas utilizada para capturar cosas sensibles y ser observados por sus captores para ver todo lo que sucede dentro.
En un evento organizado por el ejército llamado "Día de las visitas", la gente acude a la cúpula para reunirse con sus allegados, los cuales no pueden acceder al pueblo por la barrera, mientras tanto, Big Jim envía un destacamento policial para que recupere el control de su fábrica de estupefacientes, la cual ha caído en manos de Phil "Chef" Bushey, quien trata de impedir que Rennie siga llevándose las bombonas de propano que siguen ahí y que son utilizadas para el propósito del concejal. En la operación policial, Phil es herido de muerte, pero todavía tiene fuerzas para detonar un explosivo instalado en el laboratorio donde se encontraban 400 tanques de propano. Al instante, produce una potente explosión de propano que, mezclado con los productos químicos, estalla en una tormenta ígnea tóxica que arrasa con todo a su paso.
Más de 2.000 habitantes fallecen incinerados, mientras que 32 personas continúan con vida en el granero abandonado y otros más cerca de la cúpula, entre los supervivientes está Ollie Dinsmore, un joven granjero que se refugió entre un montón de patatas, y Big Jim y su asistente Carter Thibodeau, quienes se encuentran a salvo en un refugio antiatómico. Sin embargo, el ambiente empieza a enrarecerse y en una pelea por sobrevivir, Rennie mata a Thibodeau, horas después, en el refugio, Big Jim empieza a padecer alucinaciones y se ve atormentado por las visiones de los muertos, desesperado por escapar, sale al aire libre, pero termina muriendo debido al ambiente tóxico. En la granja, los supervivientes empiezan a asfixiarse lentamente a pesar de los esfuerzos del ejército por limpiar el aire a través de las paredes de la cúpula. 
Barbie y Julia llegan al aparato para que "sus captores" puedan llevárselo. La mujer es capaz de establecer contacto con una criatura extraterrestre femenina, la cual no aparece acompañada. Tras expresarle reiteradamente que ellos son sensibles de verdad con las "vidas" y después de compartir un incidente doloroso de su infancia con el extraño ser, Julia la convence de su pena. Finalmente la cúpula se levanta y con ella desaparece el aparato permitiendo que el aire tóxico se disipe y liberando así a la localidad de Chester's Mill.

## Información prelanzamiento
En enero de 2008, la revista Time cita King diciendo "me estoy cargando un puñado de árboles" en alusión a su próxima novela. El primer borrador se terminó a finales de agosto del mismo año, con un manuscrito de 8,6 kg. King declaró que la novela es el doble de larga al igual que su más reciente Duma Key de "cerca 1.500 páginas en su interior", y "coincidió con algunas de las mismas ventas que hace La danza de la muerte, pero de un modo más alegórico. El novelista también describió el libro como "muy, muy largo" argumentando después: "intenté hacerlo antes cuando era algo joven y el proyecto se me hizo pesado".
La edición rústica de Just After Sunset publicada el 29 de septiembre de 2009 incluyó un extracto de la novela.
La sobrecubierta preliminar fue publicada para minoristas en línea como Amazon.com y Barnes y Noble con las palabras "cubierta por desvelar". En agosto de 2009 se reveló que la cubierta verdadera sería desvelada el 5 de octubre de 2009 con partes de lo que se mostraría los días 21, 25 y 28 de septiembre. El diseño artístico de la cubierta para Under the Dome se dijo que podría ser una partida de las anteriores ilustraciones de portadas de King, utilizando una combinación de ilustración, fotografías y enlucidos en 3D.
En el día de la publicación, Stephen King estuvo en Nueva York, en el Times Center para promocionar el libro.
A mediados de octubre, Under the Dome se convirtió en uno de los libros más rebajados en Amazon.com, Wal-Mart, y Target, desencadenándose así una "guerra de precios" entre los minoristas. El precio de la novela y otras más publicadas en noviembre de 2009 rondó los 25 dólares, pero su precio final fue de solo 9 (aproximadamente, 75 % de descuento). Más tarde, Wal-Mart rebajó el precio a 8,98 dólares e incluyó venta a domicilio gratis. En Target, el precio fue de 8,99 dólares.

## Personajes

### Principales
- Dale "Barbie" Barbara - Teniente retirado del ejército estadounidense (al inicio es referido como Capitán y posteriormente ascendido a Coronel por el Coronel O. Cox). Quedó atrapado justo antes de llegar a la cúpula, donde fue testigo de como una marmota quedó partida en dos. Intentó abandonar el pueblo (sugerido por el Jefe Perkins) después de una pelea que tuvo con Junior Rennie y sus amigos. Más tarde sería elegido el hombre indicado por el Gobierno para hacer frente a la situación de Chester's Mills. Esta decisión aumenta la tensión entre él, Big Jim y Junior, los cuales buscan y consiguen culpar a Barbara de los asesinatos cometidos por el concejal y su hijo. Es uno de los 26 supervivientes de la cúpula.

- James "Big Jim" Rennie - Segundo concejal de Chester's Mill, dueño de un concesionario de coches de segunda mano y del mayor laboratorio de metanfetamina de la Costa Este. Tras el fallecimiento del Jefe Perkins en la cúpula, se convirtió de facto en el líder de la localidad. Al haber un puesto vacante para jefe del cuerpo policial, este contrató a Pete Randolph. A lo largo de la novela, Big Jim se encarga de manipular al primer concejal Andy Sanders y al jefe de policía Peter Randolph. Mientras estaba la cúpula, este asesinó a Lester Coggins, Brenda Perkins y a Carter Thibodeau. Sus actos le hacen responsable de la muerte de varias personas.

- Junior Rennie - Hijo de Big Jim y uno de los matones del pueblo. Después de su incorporación al cuerpo de policía, se encarga de reclutar a nuevos agentes para su padre. De manera gradual desarrolla un comportamiento agresivo hasta llegar a ser un sociópata debido a un tumor cerebral en forma de migrañas. Siente un odio profundo por Barbara, el cual fue capaz de darle una paliza a él y a sus amigos, incluso cuando le superaban en número. Junior es el autor de los asesinatos de Angie McCain, Dodee Sanders, Rupe Libby, Stacey Moggin y Mickey Wardlaw, hasta que la exagente Jackie Wettington lo mata. A medida que avanza la novela, empieza a desarrollar tendencias necrofílicas al disfrutar del sexo con los cuerpos sin vida de las dos primeras mujeres. Poco a poco se va haciendo más ilusorio, y su tumor, por otro lado va extenuándose. En esos momentos, Junior empieza a pensar que Barbara le ha envenenado por lo que intenta matarle.

- Julia Shumway - Periodista del diario local The Democrat. A menudo siente la necesidad de demostrar algún punto y exponerlo a todos aquellos que la rodean. La mujer se convierte en un conducto de comunicación entre Barbara y Cox a través del teléfono móvil. Julia viene de una familia de ejecutivos de noticias; el periódico es una herencia familiar. De joven tuvo un enfrentamiento con compañeras de su clase, lo cual le hizo replantearse su estatus y cambiar su forma de afrontar la carrera académica; sin embargo, esto acaba siendo útil para solucionar el asunto de la cúpula. Es una de las 26 supervivientes de la cúpula.

- Eric "Rusty" Everett - Ayudante de medicina del Hospital Cathy Rusell. Está casado con Linda Everett, policía local, con la que tiene dos hijas jóvenes, Janelle y Judy. Sus hijas son las primeras en experimentar visiones proféticas procedentes del generador de la cúpula. Tras el fallecimiento del médico, Rusty tiene que asistir a todos aquellos que han sido heridos por la barrera. Finalmente acaba siendo arrestado tras amenazar a Big Jim con no darle su medicación si este no renunciaba a su cargo a favor de Barbara, pero escapa con Dale y ayuda a los demás supervivientes. Es uno de los 26 supervivientes de la cúpula.

- Joseph "Joe" McClatchey - Estudiante de 13 años de la escuela Chester's Mills. Joe es aficionado al monopatín junto con sus dos amigos, Norrie Calvert y Benny Drake. A pesar de su edad, tiene un comportamiento bastante maduro y es uno de los primeros de la localidad en buscar respuestas de la causa de la cúpula. Con Norrie y Benny organizó una protesta en la barrera. Más tarde se convertiría en un aliado para Barbara, ayudándolo a instalar un a cámara para grabar un evento en directo, el cual consistía en disparar un misil nuclear para destruir la cúpula. Sin éxito y lejos de rendirse, continua buscando una solución con sus amigos, con los que encuentra el extraño generador. Es uno de los 26 supervivientes de la cúpula.

### Secundarios
- Brenda Perkins - Mujer del jefe de policía Perkins, quedó viuda cuando su marido murió en la cúpula. Brenda decide encargarse de destapar el caso de blanqueo de dineros de Rennie, debido a que encontró un archivo del Jefe Perkins. En esos archivos se detallan todas las actividades ilegales de Big Jim. Brenda se hace amiga de Barbara después de que este le contara el detalle de la pelea que tuvo con Junior Rennie y los demás para asegurarse de que lo que dice, concuerde con las palabras de su difunto esposo. Tras pasarle una copia de esos archivos a Andrea Grinnell, le hace frente a Big Jim. Para librarse de los cargos, el concejal decide matarla.

- Andy Sanders - Primer concejal de Chester's Mill y viudo de Claudette Sanders y padre de Dodee Sanders. Antes de la aparición de la cúpula fue un títere de Big Jim. Al descubrir el cuerpo sin vida de su mujer a causa de un accidente de avioneta (se estrelló contra la cúpula) pierde la motivación, lo que le conduce a seguir a Big Jim sin cuestionarse los actos. Tiempo más tarde, descubre que su hija ha muerto asesinada e intenta suicidarse hasta que cambia de parecer cuando recibe una llamada, interpretada por él como una "señal divina". Finalmente se pasa al bando de "El Chef". Con él, empieza la adicción a las metanfetaminas, y posteriormente defender la emisora de radio (tapadera del laboratorio de drogas) junto con El Chef. Durante el asalto de la emisora, Andy mata a Pete Randolph, Roger Killian, Stewart y Fernald Bowie.

- Linda Everett - Agente de policía de Chester's Mill con Perkins como jefe hasta el fallecimiento de este, fue depuesta de su cargo por estar casada con Rusty Everett. Es madre de Janelle y Judy Everett. Es una de las 26 supervivientes de la cúpula.

- Jackie Wettington - Agente de policía de Chester's Mill con Perkins como jefe hasta el fallecimiento de este, fue depuesta de su cargo para hacer sitio a los nuevos policías. Jackie ayuda en la fuga de Barbie y de Rusty de la cárcel. Jackie mata a Junior Rennie cuando este otro, fuera de sí, intentaba matar a Barbie. Es una de los 26 supervivientes de la cúpula.

- Carter Thibodeau - Amigo de Junior Rennie, el cual le recomendó para el puesto de ayudante. Es novio de Georgia Roux, la cual instó a su novio a participar en la violación múltiple de Sammy Bushey. Durante un corto periodo de tiempo se convierte en guardaespaldas personal de Big Jim. Fue el responsable de matar a Andrea Grinnell en un mitin de un disparo. Tras producirse la explosión del laboratorio de drogas, él y Big Jim se recluyen dentro de un refugio antiatómico hasta que en un intento por aprovechar al máximo el oxígeno de dentro intenta matar a Rennie, sin embargo, el concejal resulta ser más avispado y en una distracción le mata.

- Peter Randolph - Sucesor de Duke Perkins como jefe de policía tras la muerte de este. Es claramente corto de entendederas e influenciable por Big Jim, a pesar de todo, es capaz de ampliar el cuerpo de policía. Pete es asesinado por Andy Sanders durante el asalto a la emisora.

- Piper Libby - Reverenda del pueblo y encargada de la congregación. Vive junto a su perro Clover un pastor alemán que muere asesinado por Freddy Denton. Enfrenta a los amigos de Junior que violaron a Sammy y promete venganza hacia ellos, producto de eso Carter la arroja por las escaleras de la comisaría pero queda viva, y gracias a la intervención de Julia Shumway y Barbie no es detenida por los corruptos policías. Es una de las primeras en unirse para conspirar en contra de Big Jim Rennie y en su parroquia se llevan a cabo las reuniones secretas para rescatar a Dale y a Rusty. Es una de las 26 supervivientes de la cúpula.

- Andrea Grinnell - Tercera concejala de Chester's Mill y rehabilitada de su adicción a la oxyContin cerca del final de la novela. Es la mujer de Tommy Grinnell, hermana de Dougie y Rose Twitchell. Tras hallar los archivos (de nombre Vader) en los que estaba Big Jim empieza a clamar contra él en el mitin, donde pretendía acabar con la vida del concejal. Pero después de estar a punto de conseguir su propósito, Aidan, que le acompañaba, delata inocentemente a Andrea al ver su pistola. Muere al recibir un disparo de Carter Thibodeau.

- Phil "El Chef" Bushey - Al contrario que los demás ciudadanos están consternados, Phil Bushey es el ausente. Es el extraño marido de Sammy Bushey y padre de Little Walter. Big Jim y algunos más le conocen como "El Chef", el cual se refugia en una emisora cuya corriente ideológica es cristiana donde hace recuento de las bombonas de propano para la producción de metanfetaminas. Durante el asalto de la emisora de radio, Phil mata a Freddy Denton, Aubrey Towle, Stubby Norman y demás. En el asalto es herido de muerte, pero todavía le quedan fuerzas para activar una bomba por control remoto provocando la gigantesca explosión que arrasa con el pueblo.

- Frank DeLesseps - Amigo de Junior Rennie, estuvo prometido con Angie McCain hasta que murió, lo que nunca sospechó es que su amigo la mató. Tras ingresar en el cuerpo, se convierte en ayudante del Jefe de policía. Frank fue uno de los que participó en la violación de Sammy Bushey junto con otros agentes. Falleció en el hospital mientras hacía compañía a Georgia Roux, la cual se encontraba herida, las causas de la muerte: Sammy Bushey, la cual se encontraba interna en el mismo hospital por la violación le acribilla a balazos como represalia.

- Samantha "Sammy" Bushey - Esposa del "Chef" y madre de Little Walter Bushey. Es una mujer liberal que no cuida muy bien de su hijo, le gusta torturar bratz junto a Dodee y pasar buenos momentos con esta en la cama. Es violada brutalmente por algunos amigos de Junior, lo cual la deja en mal estado y en el hospital. Finalmente cobra venganza asesinando a Georgia Roux y Frank DeLesseps y posteriormente se suicida en el hospital. Luego de su muerte el "Chef" va a buscar su cadáver y la entierra en la WCIK, mientras que su hijo queda a cargo de los enfermeros del hospital y de Piper Libby.

- Georgia Roux - Novia de Carter Thibodeau y otro de los agentes de policía recomendados por Junior para Big Jim. Fue cómplice e instigadora de la violación de Sammy Bushey. Fue hospitalizada por graves heridas faciales a causa del lanzamiento de una piedra por parte de Sam Verdreaux "El Desharrapado". El incidente tuvo lugar durante los disturbios del Food City. Muere asesinada por Sammy Bushey como represalia por la violación.

- Melvin Searles - Otro de los amigos de Junior Rennie y otro de los agentes de policía. Searles fue otro de los que participó en la violación a Sammy Bushey junto con otros policías. Finalmente muere en una explosión provocada por Phil Bushey y Andy Sanders.

- Coronel James Cox - Ex superior de Dale Barbara y supervisor de la vigilancia de la cúpula. Cox intenta controlar los eventos bajo la Cúpula desde el exterior sin éxito.

- Angie McCain- Ella era camarera en Sweetbriar Rose. Estaba comprometida con Frank DeLesseps, y era conocida como la chica coqueta de la ciudad. Es asesinada por Junior Rennie tras una relación frustrada con este.

- Ollie Dinsmore - Granjero e hijo de Alden y Shelley Dinsmore y hermano de Rory Dinsmore. Ollie es el único superviviente de su familia. Tras la explosión de la emisora, consigue sobrevivir tras esconderse en un montón de patatas con una bombona de oxígeno. Cuando se acaba el gas del tanque, va errando hasta dar con la cúpula, donde desde fuera apuntan con ventiladores gigantes para que entre una pequeña brisa con la que sobrevivir. Es uno de los 26 supervivientes de la cúpula.

- Romeo "Rommie" Burpee - Propietario de la tienda Burpee's y casado con Michela Burpee. Es uno de los que ayudan a Barbie y a Rusty a salir de la cárcel, al igual que es el encargado de proveer a Dale con todo lo que necesita para acercarse al artilugio. Es uno de los 26 supervivientes de la cúpula.

- Thurston Marshall - Profesor de universidad y ayudante de médico en el hospital. Es compañero de Carolyn Sturges, fue padre adoptivo de Aidan y Alice Appleton, los cuales fueron huérfanos de la cúpula. Falleció debido a la falta de oxígeno del lugar poco antes de que la cúpula alzara el vuelo.

- Carolyn Sturges - Compañera de Thurston Marshall en la universidad y madre adoptiva de Aidan y Alice Appleton. Falleció asesinada por Freddy Denton.

- Alice Appleton - Huérfana a causa de la cúpula, responsable de que esté separada de su madre, es la hermana mayor de Aidan. Thurston y Carolyn se encargan de su manutención y la de su hermano mientras dure la barrera. Es una de las 26 supervivientes de la cúpula.

- Aidan Appleton - Huérfano a causa de la cúpula, responsable de que esté separado de su madre, es el hermano pequeño de Alice. Thurston y Carolyn Sturges se encargan de su manutención y la de su hermana mientras dure la barrera. Falleció debido a la falta de oxígeno del lugar.

- Freddy Denton - Agente de policía con Randolph como jefe, mató a Clover el perro raza pástor alemán de Piper Libby cuando este atacó a un Carter en defensa de su dueña. Murió asesinado por El Chef.

- Rose Twitchell - Propietaria del bar Sweetbriar Rose y hermana de Dougie y Andrea Grinnell, es la jefa de Dale Barbara en el local. Es una de las 26 supervivientes de la cúpula.

- Ernie Calvert - Antiguo gerente del supermercado, es el suegro de Joanie Calvert y abuelo de Norrie. Fue uno de los que ayudó a Barbie y a Rusty en su fuga de la cárcel. Falleció debido a la falta de oxígeno del lugar poco antes de que desapareciera la cúpula.

- Stacey Moggin - Recepcionista de la comisaría y aliada de Barbara que decide colaborar en la liberación de Dale y Rusty, pero acaba muerta por Junior Rennie cuando este acribilla a todos los presentes en aquel momento.

- Sam Verdreaux "Desharrapado - Borracho del pueblo, durante los disturbios del Food City lanzó una piedra que impactó en el rostro de Georgia Roux desencajándole la mandíbula. Falleció debido a una enfermedad pulmonar a causa del ambiente irrespirable de dentro de la cúpula momentos después de llevar a Barbie y Julia al sitio donde el objeto controla la barrera.

- Benny Drake - Amigo cercano de Joseph McClatchey. Ayudó a Joe y a Norrie Calvert en la búsqueda del origen de la cúpula. Falleció debido a la falta de oxígeno del lugar.

- Norrie Calvert - Adolescente skater amiga de Joe y Benny y una de las involucradas que encuentra la caja que provoca la Cúpula. Siente amor por Benny dejando a Joe casi sin esperanzas de acortejarla. También sufre ataques y ve visiones cuando se acerca a la radiación, sin embargo es una de las 26 supervivientes de la cúpula.

- Dodee Sanders - Hija de Claudette y Andy Sanders. Ella era una camarera en Sweetbriar Rose y estaba en una relación con Samantha Bushey. Julia Shumway le da la noticia de que su madre había muerto. Fue a la casa de Angie McCain para visitarla y es ahí donde Junior Rennie la asesina.

- Audrey Everett - Golden Retriever de los Everett. Alerta a su dueño del ataque que padece su hija Janelle. Falleció debido a la falta de oxígeno del lugar.

Otros supervivientes humanos son: Dougie Twitchell, Ginny Tomlinson, Gina Buffalino, Harriet Bigelow, Janelle Everett, Judy Everett, Pete Freeman, Tony Guay, Claire McClatchey, Joanie Calvert, Alva Drake, Little Walter Bushey y Lissa Jamieson. Horace, el perro raza corgy de Julia Shumway también sobrevive.

## Críticas

### Positivas
El escritor Dan Simmons, al que Stephen King regaló un manuscrito de la novela, comentó el 5 de mayo de 2009 en alusión al libro: "[Es] grandiosa, generosa, elegante, definitivamente potente [...], absolutamente agradable e impresionante." Publishers Weekly realizó una crítica de la novela el 11 de septiembre de 2009 refiriéndose a ella como "extraordinariamente compleja y totalmente convincente." En la misma crítica añade: "hay temas e imágenes de otras obras anteriores de ficción de King, y mientras esta novela no tenga el peso de la moral, me refiero a La danza de la muerte, no obstante, es una carrera emocionante sin parar al igual que de una meditación inquietante y entretenida de lo que es nuestra capacidad para hacer el bien y el mal." Daniel Dyer de Cleveland Plain Dealer declaró sobre la novela: "es una gran novela cautelar", haciendo hincapié en que es "muy concurrida, ambiciosa, demasiado larga, pero que engancha desde el principio, [y] fundamentalmente es una novela sobre la crueldad humana alimentada por nuestras ansias de poder, placer y sexo." USA Today calificó a la novela como "propulsivamente intrigante" y "pasmosamente adictiva", y que los lectores pueden captar en esta gloriosa novela metafórica y los mensajes sobre la dominación estadounidense, la libertad de prensa, la tortura y el abuso al medio ambiente, pero también pueden acudir a esta novela por su trama." Los Angeles Times mencionaron a Under the Dome como "impresionante", añadiendo después: "una prosa lucida y precisión escalofriante.". Janet Maslin del New York Times dijo sobre Under the Dome: "tiene el aspecto y el gusto de la literatura americana". Y añadió que es "difícil de levantar, incluso más que dejarlo abajo." Ted Anthony de Associated Press declaró: "Under the Dome es una de esas obras de ficción que administran lo que es la pasta y el arte, ese satisfactorio e muy improbable captación del espíritu temporal nacional de este extraño y periodo de la historia americana. El 9 de noviembre de 2009, el escritor Neil Gaiman en su blog declaró que "Under the Dome fue uno de sus libros favoritos del año con diferencia."

### Negativas
James Parker de New York Times dijo en su crítica que la novela contenía líneas que eran "cargantes"; las cuales le hicieron sentir "la garra del pesar". Con respecto a la velocidad con que King publica sus trabajos, James Parker dijo: "No deberíamos ser tan remilgados acerca de estos amasijos a medio cocer o de las caídas en diálogos propios de películas de clase B". La crítica del New York Post alega que Under the Dome "comparte algunos errores de La danza de la muerte, al igual que un desastre en un campo abandonado [...] esas obras son casi como una deux ex machina inverso, aleatoriamente desparece medio reparto. En ambas novelas, "el heraldo de la batalla" palidece hasta sus cimientos". King es mejor con los personajes y situaciones que con las causas y las razones. Al menos La danza de la muerte es como una saga [...]. No quiero revelar el secreto de la cúpula, excepto para decir que es más del estilo Star Trek que épica." John Dugdale, en una crítica para el "The Sunday Times", escribió: "La incapacidad de King para elevar su apuesta (es decir, desistir de los métodos de sus cuentos paranormales de estructura más lineal) impide que tomemos seriamente su visión sociopolítica". La simple división de personajes entre buenos y malos, el uso de la magia, el estilo sencillo, el final sentimental y el rol importante de un perro luchando contra las fuerzas del mal, todas esas cosas que pertenecen a la ficción para adolescentes, no sirven para madurar las novelas que se pretenden emular."

## Temáticas

### Tema medioambiental
Según la temática de la novela, su autor dijo:

Desde [muy] al principio, vi la oportunidad de escribir sobre los graves problemas medioambientales a los que nos estamos enfrentando a día de hoy en el mundo. El hecho es que todos vivimos debajo de la cúpula. Tenemos este pequeño mundo azul que deberíamos ver desde el otro espacio y aparece como lo que es. Es una situación alegórica natural, sin la necesidad de "machacar" al lector con el tema. No me gustan los libros en donde todos se ponen a la defensiva por cualquier cosa. Esto funciona con Rebelión en la granja: cuando eres un niño, al leerlo piensas en una historia de animales, pero cuando creces te das cuenta de que trata sobre el comunismo, capitalismo y fascismo. Ese era Orwell, un genio. Pero me encanta la idea de la soledad de esa gente, enviando preguntas a las que debemos hacer frente. Somos un planeta azul ubicados en un rincón de la galaxia, y a pesar de todos los satélites, pruebas e imágenes del Hubble, no hemos hallado evidencia de todos los demás. Es como si no nos ocurriera nada. Debemos concluir en que estamos siguiendo nuestro camino y que tenemos que trazarlo con él. Estamos debajo de la cúpula. Todos.

### Tema político
Para la revista Time y el New York Times sobre la crítica a la novela y la política de la que se habla, King declaró:

Estuve indignado con la incompetencia. Obviamente soy una persona de centro izquierda. Nunca creí que hubiera justificación alguna para entrar en guerra con Iraq. Y aquello parecía al mismo tiempo como la mañana del 11S, la administración Bush estuvo furiosa, actuaron como este chico cabreado que pasea por la calle sin encontrar a quien pegar, y que después lanza el primer puñetazo a aquel que tiene a su lado del cual sospecha algo. A veces, la gente equivocada puede alzarse con el poder al mismo tiempo que [tu] necesitas el tipo adecuado. He añadido un puñado de cada en la novela. Pero cuando empecé, dije: "quiero utilizar la dinámica Bush-Cheney para aquellas personas representadas como los líderes de esta localidad (Chester's Mill)." Como resultado tienes a Big Jim Rennie, el villano de la obra. En cambio me gustaba el otro tipo, Andy Sanders. No era malo del todo, sino un incompetente, el cual es como yo cuando [siempre] escucho algo de George W. Bush. Disfruté tomando ejemplo de la dinámica Bush-Cheney y trasladándola a una pequeña localidad. La última administración me interesó a causa del aura de fundamentalismo religioso que rodeaba a todo y la increíble incompetencia de aquellos dos (George W. Bush y Dick Cheney. Se me ocurrió que podría haber algo de humor negro en la obra. Así que, en cierto modo, La cúpula es una versión apocalíptica del Principio de Peter.

## The Cannibals como inspiración
Según el libro de Stephen J. Spignesi, The Lost Work of Stephen King, The Cannibals es una obra no finalizada y sin fecha de publicación de 450 páginas escrita en 1982, mientras King estaba filmando Creepshow. Tiempo después, este trabajo serviría de inspiración al novelista para la novela Under the Dome. En 1982, King dijo:

Tengo cerca de 450 páginas terminadas, y todo es sobre aquella gente que se encuentra atrapada en un apartamento. La peor cosa en la que puedo pensar. Y pienso, no debería ser divertido que [ellos] acaben devorándose los unos a los otros?, es muy, muy bizarro porque es todo un boceto. Y quien sabe si se publicará o no.

El 15 de septiembre de 2009, la website oficial de Stephen King colgó un facsímil de 61 páginas extraído de la novela original de The Cannibals formada por los cuatro primeros capítulos del manuscrito original. En 4 de octubre se colgaron 63 más. Los extractos sirvieron para documentarse de cuanto tiempo llevaba King con la idea de Under the Dome:

Varios escritores de internet han especulado tras percibir ciertas similitudes entre Under the Dome y Los Simpson, en donde Springfield quedaba aislada dentro de una gran cúpula de cristal [...]. No puedo opinar personalmente sobre esto, porque jamás he visto la película, y las similitudes resultaron ser una gran sorpresa para mí... aunque sé por experiencia propia, que la similitud es capaz de volverse casualidad. Para los dubitativos, este pasaje [de The Cannibals] debería demostrar que yo estuve pensando en la cúpula y el aislamiento mucho antes de que Homer, Marge y demás Simpson aparecieran en escena.

## Adaptación televisiva
Pocos días después del lanzamiento del libro se anunció que DreamWorks estaba produciendo una miniserie basada en la novela. El fundador de la productora Steven Spielberg y el propio King fueron los productores ejecutivos del proyecto.